# Robert Gray
Pour les articles homonymes, voir Robert Gray (homonymie) et Gray.
Robert Gray, né le 10 mai 1755 à Tiverton et mort vers juillet 1806, est un capitaine de marine marchande et un explorateur américain.
Il commande le premier bateau américain qui fait le tour du monde en 1790 et est le premier en 1792 à entrer dans l'embouchure du fleuve Columbia, déjà aperçu par l'Espagnol Bruno de Heceta, qu'il nomme d'après le nom de son navire, Columbia Rediviva. Avec ses voyages sur la côte Pacifique du Nord-Ouest de l'Amérique du Nord, il est un des pionniers du commerce américain de fourrure dans cette région.

## Biographie
Gray est né à Tiverton, Rhode Island. Peu de choses sont connues de sa jeunesse. Il aurait participé à la guerre d'indépendance américaine dans la Continental Navy et des éléments prouvent qu'il a participé au commerce triangulaire de la Caroline du Sud à bord du Pacific.
Après son entrée en 1792 par l'embouchure du fleuve Columbia, il traite les fourrures en Chine et désarme à Boston en mai 1793 où il apporte sa découverte.
Le fait que Gray est le premier à rentrer dans l'estuaire du Columbia est utilisé plus tard comme base des revendications territoriales des États-Unis sur l'« Oregon Country » (les rivaux britanniques utilisaient le nom de « Columbia District », qui recouvrait une zone à peu près similaire, nom dérivé du nom du fleuve choisi par Gray). Ce nom devient aussi, à partir du milieu du XIXe siècle, le nom de la colonie britannique de la Colombie-Britannique qui devient une province du Canada en 1871.
Gray ne publia jamais ses découvertes géographiques de l'estuaire du Columbia ni des côtes pacifiques contrairement au Britannique George Vancouver qui les édita après son retour en Angleterre avec ses propres explorations et donnant également crédit à Gray. Néanmoins, les opportunités de commerce de fourrure que Gray avaient commencé à explorer furent suivies par d'autres marchands de la Nouvelle-Angleterre.
Gray meurt en mer en 1806, au large de Charleston (Caroline du Sud), peut-être de fièvre jaune.
Grays Harbor, la Gray River, affluent du Columbia, Gray Bay ainsi que plusieurs écoles en Oregon et dans l'État de Washington sont nommés d'après lui.

#### Livres
- (en) Adolphus Washington Greely, Explorers and Travelers, New York, Charles Scribner's Sons, 1893.
- (en) Theodore Henry Hittell, History of California, v. 3-4, Occidental Publishing, 1885.
- (en) Frederic W. Howay, Voyages of the Columbia to the Northwest Coast, Boston, The Massachusetts Historical Society, 1941.
- (en) Howard I. Kushner, Conflict on the Northwest Coast : American-Russian Rivalry in the Pacific Northwest, 1790-1867, Westport, CT, Greenwood Press, 1975, 227 p. (ISBN 978-0-8371-7873-8, LCCN 75000067), XII/227.
- (en) Fred Lockley, Oregon Trail Blazers, New York, NY, The Knickerbocker Press, 1929, 369 p.
- (en) Constance Lindsay Skinner, Adventurers of Oregon : A Chronicle of the Fur Trade, Yale University Press, 1920.

#### Article de presse
- (en) « The River Plate Voyages, 1798-1800 », The American Historical Review, vol. 23, no 4,‎ july, 1918, p. 816-826.